# História de Moçambique

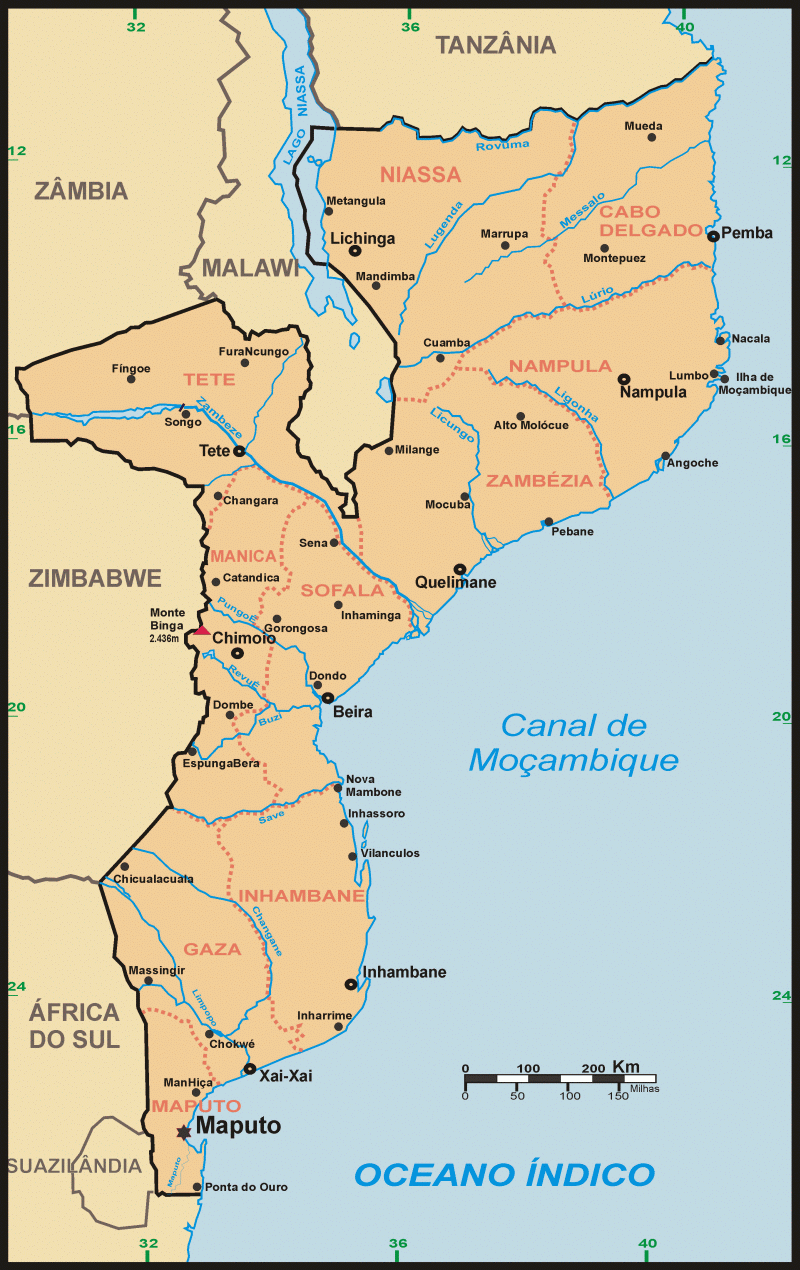
Mapa de Moçambique

Moçambique é um país da África Austral, situado na costa do Oceano Índico, com cerca de 20 milhões de habitantes (2004). Foi uma colónia portuguesa, que se tornou independente em 25 de Junho de 1975. A história de Moçambique encontra-se documentada pelo menos a partir do século X, quando um estudioso viajante árabe, Almaçudi descreveu uma importante actividade comercial entre as nações da região do Golfo Pérsico e os "Zanjes" (os negros) da "Bilade as Sofala", que incluía grande parte da costa norte e centro do actual Moçambique.
No entanto, vários achados arqueológicos permitem caracterizar a "pré-história" de Moçambique (antes da escrita) por muitos séculos antes. Provavelmente o evento mais importante dessa pré-história terá sido a fixação nesta região dos povos bantos que, não só eram agricultores, mas introduziram aqui a metalurgia do ferro, entre os séculos I a IV.
A penetração portuguesa em Moçambique, iniciada no início do século XVI, só em 1885 - com a partilha de África pelas potências europeias durante a Conferência de Berlim - se transformou numa ocupação militar, ou seja, na submissão total dos estados ali existentes, que levou, nos inícios do século XX a uma verdadeira administração colonial.
Depois de uma guerra de libertação que durou cerca de 10 anos, Moçambique tornou-se independente em 25 de Junho de 1975.

## História Pré-Colonial

### Primeiros habitantes de Moçambique
Os primeiros habitantes de Moçambique foram provavelmente os Khoisan, que eram caçadores-recolectores. Há cerca de 10.000 anos a costa de Moçambique já tinha o perfil aproximado do que apresenta hoje em dia: uma costa baixa, cortada por planícies de aluvião e parcialmente separada do Oceano Índico por um cordão de dunas. Esta configuração confere à região uma grande fertilidade, ostentando ainda hoje grandes extensões de savana onde pululam muitos animais indígenas. Havia portanto condições para a fixação de povos caçadores-recolectores e até de agricultores.
Nos séculos I a IV, a região começou a ser invadida pelos bantos (ver expansão bantu), que eram agricultores e já conheciam a metalurgia do ferro. A base da economia dos bantos era a agricultura, principalmente de cereais locais, como a mapira (sorgo) e a mexoeira; a olaria, tecelagem e metalurgia encontravam-se também desenvolvidas, mas naquela época a manufactura destinava-se a suprir as necessidades familiares e o comércio era efectuado por troca directa. Por essa razão, a estrutura social era bastante simples - baseada na "família alargada" (ou linhagem) à qual era reconhecido um chefe. Os nomes destas linhagens nas línguas locais são, entre outros: em eMakua, o Nlocko, em ciYao, Liwele, em ciChewa, Pfuko e em chiTsonga, Ndangu.
Apesar da sociedade moçambicana se ter tornado muito mais complexa, muitas das regras tradicionais de organização ainda se encontram baseadas na "linhagem".
Entre os séculos IX e XIII começaram a fixar-se na costa oriental de África populações oriundas da região do Golfo Pérsico, que era naquele tempo um importante centro comercial. Estes povos fundaram entrepostos na costa africana e muitos geógrafos daquela época referiram-se a um activo comércio com as "terras de Sofala", incluindo a troca de tecidos da Índia por ferro, ouro e outros metais.
De facto, o ferro era tão importante que se pensa que as "aspas" de ferro - em forma de X, com cerca de 30 cm de comprimento, que formam abundantes achados arqueológicos nesta região - eram utilizadas como moeda. Mais tarde, aparentemente esta "moeda" foi substituída por outra: tubos de penas de aves cheias de ouro em pó - os meticais cujo nome deu origem à actual moeda de Moçambique.
Com o crescimento demográfico, novas invasões e principalmente com a chegada dos mercadores, a estrutura política tornou-se mais complexa, com linhagens dominando outras e finalmente, formando-se verdadeiros estados na região. Um dos mais importantes foi o primeiro estado do Zimbabwe.

### O Primeiro Estado do Zimbabwe
Embora os povos que falavam a língua chiShona - ainda hoje a principal língua do Zimbabwe, com cerca de sete milhões de falantes, em vários dialectos - se tenham instalado na região cerca do ano 500, o primeiro estado do Zimbabwe existiu aproximadamente entre 1250 e 1450 aproximadamente na região da actual República do Zimbabwe. O seu nome deriva dos amuralhados de pedra que a aristocracia fazia construir à volta das suas habitações e que se chamavam madzimbabwe.
O que parece ter sido a capital deste estado - o actual monumento do Grande Zimbabwe - cobria uma superfície considerável (incluindo não só a área dentro dos amuralhados, mas também uma grande "cidade" de caniço, à volta daqueles), levando a pensar que tinha uma população de várias centenas, talvez milhares de habitantes, e uma grande actividade comercial.
Em Moçambique conhecem-se também ruínas de madzimbabwe, a mais importante das quais chamada Manyikeni, a cerca de 50 km de Vilankulo, na província de Inhambane, e a cerca de 450 km do Grande Zimbabwe.
Para além da grande fertilidade da região onde este estado se estabeleceu, o apogeu do primeiro estado do Zimbabwe deve estar ligado à mineração e metalurgia do ouro, muito procurado pelos mercadores originários da zona do Golfo Pérsico que já demandavam as "terras de Sofala", pelo menos desde o século XII.
Cerca de 1450, o Grande Zimbabwe foi abandonado, não se conhecendo as razões desse abandono mas, pela mesma altura, verificou-se uma grande invasão de povos também de língua chiShona que deu origem ao Império dos Mwenemutapas. Estes invasores submeteram os povos duma região que se estendeu até ao Oceano Índico, desde o rio Zambeze até a actual cidade de Inhambane, pelo que não é claro o abandono do Grande Zimbabwe.

### O Império dos Mwenemutapas
A invasão e conquista do norte do planalto zimbabweano pelas tropas de Nyantsimba Mutota, em 1440-1450, deu origem a um novo estado dominado pela dinastia dos Mwenemutapas. Estes invasores, que também falavam a língua chiShona estabeleceram a sua capital num local próximo do rio Zambeze, no norte da actual província moçambicana de Manica.
No século XVI, o Império dos Mwenemutapas tinha estendido o seu domínio a uma região limitada pelo rio Zambeze, a norte, o Oceano Índico, a leste, o rio Limpopo a sul e chegando a sua influência quase ao deserto do Kalahari a sudoeste. Porém, esta última região poderia estar sobre a alçada de outros estados, como os reinos de Butua e Venda, que terão estabelecido com os Mwenemutapas relações de boa vizinhança.
Para além de esta ser uma região fértil e não estar afectada pela mosca tsé-tsé, permitindo a criação de gado, o que contribuiu para a estabilidade e crescimento das populações, as minas de ouro estavam principalmente localizadas no interior. Por essa razão, o domínio das rotas comerciais que constituíam o Zambeze, por um lado, e de Sofala, mais a sul, conferiu aos Mwenemutapas - era a aristocracia que controlava o comércio - uma grande riqueza.
Foi o ouro que determinou a fixação na costa do Oceano Índico, primeiro dos mercadores e colonos árabes oriundos da região do Golfo Pérsico, ainda no século XII, e depois dos portugueses, no dealbar do século XVI.

## História Colonial

### A chegada dos portugueses a Moçambique e o declínio do Império dos Mwenemutapas

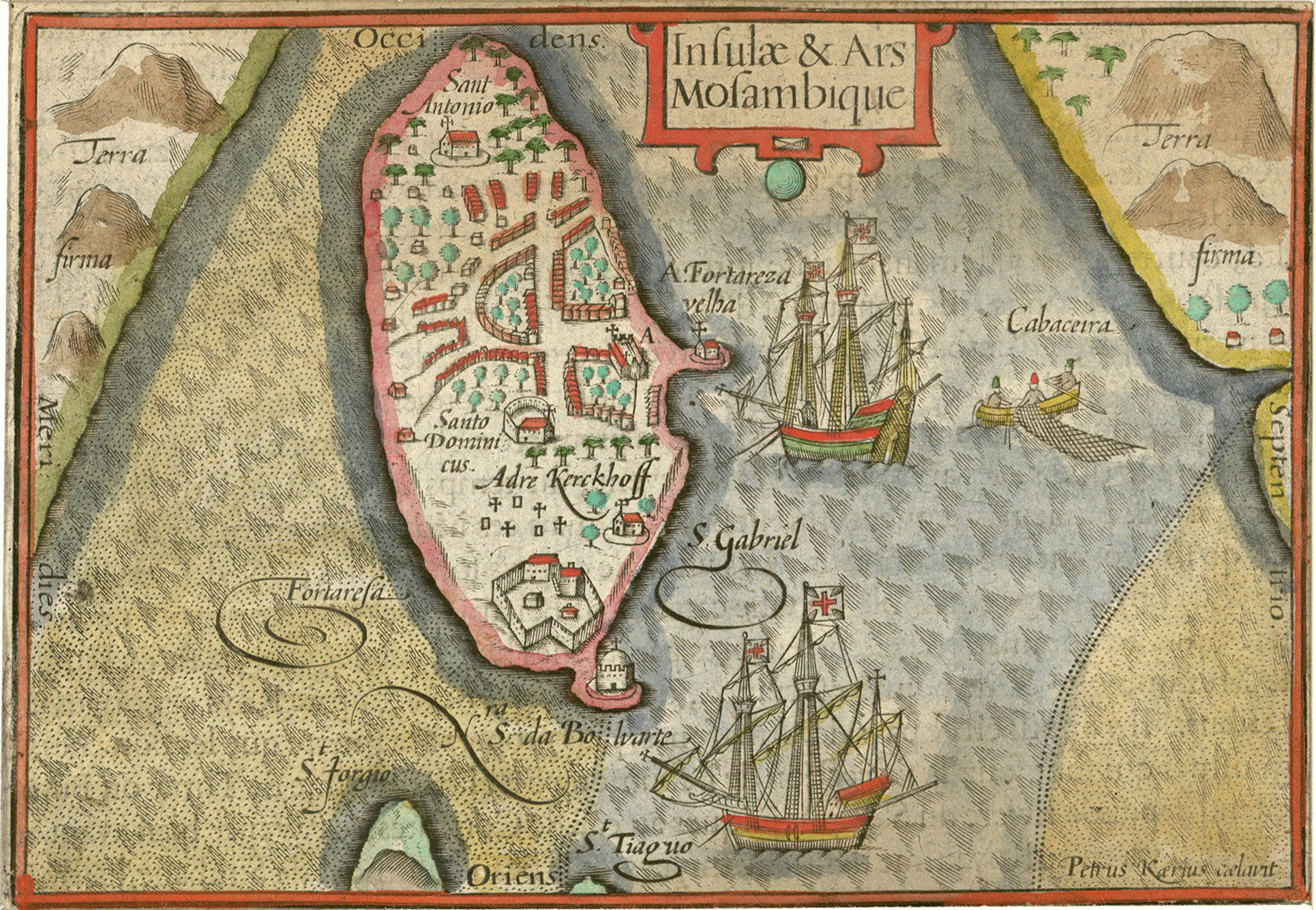
Gravura da Ilha de Moçambique (1598)

Quando Vasco da Gama chegou pela primeira vez a Moçambique, em 1497, já existiam entrepostos comerciais árabes e uma grande parte da população tinha aderido ao Islão.
Os mercadores portugueses, apoiados por exércitos privados, foram-se infiltrando no império dos Mwenemutapas, umas vezes firmando acordos, noutras forçando-os. Em 1530 foi fundada a povoação portuguesa de Sena, em 1537, de Tete, no rio Zambeze, e em 1544 de Quelimane, na costa do Oceano Índico, assenhorando-se da rota entre as minas e o oceano. Em 1607 obtiveram do rei a concessão de todas as minas de ouro do seu território. Em 1627, o Mwenemutapa Capranzina, hostil aos portugueses, foi deposto e substituído pelo seu tio Mavura; os portugueses baptizaram-no e este declarou-se vassalo de Portugal.
Os Mwenemutapas reinaram até finais do século XVII, altura em que foram substituídos pela dinastia dos Changamira Dombos, outro grupo Shona que dominava o reino Butua, contribuindo assim para a extensão territorial do império. As relações dos Changamiras com os portugueses tiveram altos e baixos mas, em 1693, houve um levantamento armado em que os soldados portugueses que residiam na capital foram escorraçados, várias igrejas destruídas e os portugueses impedidos, durante algum tempo, de ter acesso ao ouro e ao comércio com os reinos indígenas.
Por essa altura, no entanto, os portugueses controlavam o vale do Zambeze e começaram a interessar-se mais pelo marfim, empreendimento que levavam a cabo por acordo com os estados Marave (ver abaixo). O império dos Mwenemutapa, embora com menos poder económico, manteve-se até meados do século XIX, altura em que foi desmembrado pelos Estados Militares que se formaram como resistência dos prazeiros à administração portuguesa.
Finalmente, a administração colonial portuguesa e britânica em África terminou com o poder político dos chefes então existentes.

### O Império Marave
Os maraves saíram de Sul do Congo, onde habitavam e fixaram-se ao norte do actual Malawi, entre 1200 e 1400 DC, sob o comando do chefe Karoga, tendo feito a sua segunda migração para Marávia, nas cordilheiras de Dzaramanha, onde se dividiram em dois clãs: os Phiris e os Bandas.
Os estados Marave foram um conjunto de pequenos reinos formados na margem norte do rio Zambeze e que se tornaram importantes na história da penetração portuguesa nesta região.
A origem do nome é desconhecida, mas aparece em textos antigos (séculos XVII e XVIII) e ainda hoje está associada ao de um distrito da província de Tete, a Marávia. O nome foi utilizado com referência à fixação nesta região, entre 1200 e 1400, de um povo, cujo clã dominante, denominado Phiri, se tornou, por alianças com as linhagens dominantes locais, o clã dominante. Mais recentemente, o escritor António Rita Ferreira utilizou esta designação para o conjunto de tribos ali existente.
Uma característica importante é que todos os povos da região, embora apresentem hoje uma grande diversidade de línguas (do grupo de bantos sul-central, das famílias ciNyanja, ciYao e eMakuwa) tem como forma de organização da sociedade a matrilineariedade, ou seja, a transmissão dos poderes "mágicos" e da propriedade - do próprio "poder" - é feita por casamento com a mulher da linhagem que o detém.
Os Phiri terão utilizado esse poder para expandir a sua dominação e, mais tarde, os prazeiros portugueses fizeram o mesmo.

### Os Prazos
Por volta de 1600, Portugal começou a enviar para Moçambique colonos, muitos de origem indiana, que queriam fixar-se naquele território. Esses colonos, muitas vezes casavam com as filhas de chefes locais e estabeleciam linhagens que, entre o comércio e a agricultura, podiam tornar-se poderosas.
Em meados do século XVII, o governo português decide que as terras ocupadas por portugueses em Moçambique pertenciam à coroa e estes passavam a ter o dever de arrendá-las a prazos que eram definidos por 3 gerações e transmitidos por via feminina. Esta tentativa de assegurar a soberania na colónia recente, não foi muito exitosa porque, de facto, os "muzungos" e as "donas" já tinham bastante poder, mesmo militar, com os seus exércitos de "xicundas",  e muitas vezes se opunham à administração colonial, que era obrigada a responder igualmente pela força das armas.
Não só estes senhores feudais não pagavam renda ao Estado português, como organizaram um sistema de cobrar o "mussoco" (um imposto individual em espécie, devido por todos os homens válidos, maiores de 16 anos) aos camponeses que cultivavam nas suas terras. Além disso, mineravam ouro, marfim e escravos, que comerciavam em troca de panos e missangas que recebiam da Índia e de Lisboa. Até 1850, Cuba foi o principal destino dos escravos provenientes da Zambézia.
Em 1870, era apenas em Quelimane (sem conseguir penetrar no "Estado da Maganja da Costa") onde Portugal exercia alguma autoridade, cobrando o "mussoco", instituído e cobrado pelos prazeiros. Isto, apesar de, em 1854, o governo português ter "extinguido" os Prazos (pela segunda vez, a primeira tinha sido em 1832). Outros decretos do mesmo ano extinguiam a escravatura (oficialmente, uma vez que os "libertos" eram levados à força para as ilhas francesas do Oceano Índico (Maurícia ou "ilha de França" e Reunião ou "ilha Bourbon", com o estatuto de "contratados") e o imposto individual, substituindo-o pelo imposto de palhota, uma espécie de contribuição predial.
Na margem direita do rio Zambeze e na margem esquerda da actual província de Tete, os prazos começaram a ser atacados, em 1830, pelos nguni que fugiam durante o mfecane mas, aparentemente, os prazos da Zambézia escaparam a essa sorte. Mas, apesar de "ressuscitados" por António Enes, o grande ideólogo do colonialismo pós-escravatura, não resistiram ao capital das grandes companhias. Depois de serem engolidos por estas, viram a administração colonial organizar-se finalmente - já na segunda metade do século XIX - e utilizar a sua estrutura feudal, depois de transformados os "xicundas" em sipaios, para submeterem os povos da região.
Por volta de 1870, começaram a estabelecer-se em Quelimane várias companhias europeias, já não interessadas em escravos, nem em marfim, mas sim em oleaginosas - amendoim, gergelim e copra - muito procuradas nas indústrias recém-criadas de óleo alimentar, sabões e outras. No princípio, comercializando com os prazeiros, induziram-nos a forçarem os seus camponeses a cultivar estes produtos. Exemplos dessas companhias são a "Fabre & Filhos" e a "Régie Ainé", ambas com sede em Marselha, a "Oost Afrikaansch Handelshuis", holandesa, e a "Companhia Africana de Lisboa". A "Oost" chegou a abrir em Sena uma sucursal para incentivar nessa região a produção de amendoim.
Mas a agricultura familiar não produzia as quantidades desejadas, era necessário organizar plantações. É nessa altura que o governador da "província ultramarina", Augusto de Castilho, cuja administração estava desejosa de ter uma base tributária para manter a ocupação do território, emite em 1886 uma "portaria provincial" regulando a cobrança do "mussoco" nos Prazos (que tinham sido "extintos" pela terceira vez seis anos antes), que incluía a obrigatoriedade dos homens válidos pagarem aquele imposto, se não em produtos, então em trabalho; é dessa forma que começam a organizar-se as grandes plantações de coqueiros e, mais tarde, de sisal e cana sacarina.
Em 1890, o futuro "Comissário Régio" António Enes decreta, numa revisão do Código de Trabalho Rural de 1875 (que estabelecia apenas a obrigação "moral" dos colonos [leia-se camponeses indígenas] de produzirem bens para comercialização), que o camponês já não tem a opção de pagar o "mussoco" em géneros: "…O arrendatário [dos Prazos] fica obrigado a cobrar dos colonos em trabalho rural, pelo menos metade da capitação de 800 réis, pagando esse trabalho aos adultos na razão de 400 réis por semana e aos menores na de 200 réis."
Esse decreto impunha ainda aos prazeiros a ocupação efectiva das terras arrendadas e o pagamento à autoridade colonial da respectiva renda. Mas os prazeiros não tinham conseguido converter a sua actividade de simples fornecedores de escravos ou de pequenas quantidades de produtos na de organização das plantações, não só por falta de preparação (ou de vocação), mas também por falta de capital. O resultado foi terem sido obrigados a subarrendar ou vender os seus prazos, terminando assim a fase feudal desta porção de Moçambique.

### Os Estados Ajaua
No rico planalto do Niassa, fixaram-se os bantos ajaua (ou yao e também pronunciado jauá), agricultores e caçadores, mas também comerciantes que, no século XVIII, já islamizados, muito contribuíram para o tráfico de escravos. No século XIX, esta população expandiu-se para oeste (incluindo o Malawi) e organizou estados poderosos no planalto, entre os quais, o Mataca, o Mutarica, o Mukanjila e o Jalassi. Estes estados só foram dominados pelos portugueses através da Companhia do Niassa.

### O Império de Gaza

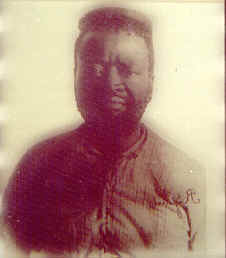
Gungunhana, o último imperador de Gaza

O Estado de Gaza foi fundado por Sochangane (também conhecido por Manicusse, 1821-1858) como resultado do Mfecane, um grande conflito despoletado entre os zulos por consequência do assassinato de Chaca (ou Shaka) em 1828, que culminou com a invasão de grandes áreas da África Austral por exércitos Nguni. O Império de Gaza, no seu apogeu, abrangia toda a área costeira entre os rios Zambeze e Maputo e tinha a sua capital em Manjacaze, na actual província moçambicana de Gaza.
O rei de Gaza dominou os reis Tonga (possivelmente o mesmo que Tsonga, da língua chiTsonga, a língua actualmente dominante na região sul de Moçambique) através dos membros da sua linhagem, os Nguni, comerciando marfim, que recebia como tributo, com os portugueses, estabelecidos na costa (principalmente em Lourenço Marques e Inhambane).
Aparentemente, Sochangane não fazia comércio de escravos - os povos derrotados eram removidos das suas terras e cativos eram usados como trabalhadores no campo e carregadores, alternativamente serviam como guerreiros para conquistar novas terras onde se poderiam instalar, mas eram cidadão de segunda, os Angunizados -, nem devolvia aos portugueses os escravos que fugiam para a sua guarda.
Com a sua morte, sucedeu-lhe o seu filho Mawewe que decidiu, em 1859, atacar os seus irmãos para ganhar mais poder. Apenas um irmão, Mzila (ou Muzila) conseguiu fugir para o Transvaal, onde organizou um exército para atacar o seu irmão. A guerra durou até 1864 e, entretanto, a capital do reino mudou-se do vale do rio Limpopo para Mossurize, a norte do rio Save, na actual província moçambicana de Manica.
Foi em Mossurize que, em 1884, ascendeu ao trono Nguni, Gungunhana, filho de Muzila. Gungunhana regressa a Manjacaze em 1889, aparentemente pressionado pelos exploradores de ouro de Manica e falta de apoios locais. Em Gaza, Gungunhana prosseguiu a política de seu pai de assimilação dos reinos locais, os "Tonga" e de resistência à dominação portuguesa, mas essa resistência não durou mais de seis anos. Gungunhana foi preso e Gaza finalmente submetida à administração portuguesa.

### Os Estados Islâmicos da Costa
A partir do século X, os mercadores árabes que demandavam as costas de "Sofala" foram difundindo o islão entre as populações costeiras, mas foi apenas após a instalação em Zanzibar dum xeicado dependente do sultanato de Oman, no século XVII, que começaram a organizar-se pequenos estados de organização islâmica.
Na província de Nampula, no norte de Moçambique, formaram-se o "Xecado de Quitangonha", "Reino de Sancul", "Xecado de Sangage" e "Sultanato de Angoche".

### As Companhias Majestáticas
Em 1878, Portugal decide fazer a concessão de grandes parcelas do território de Moçambique a companhias privadas que passaram a explorar a colónia, as companhias majestáticas, assim chamadas, porque tinham direitos quase soberanos sobre essas parcelas de território e seus habitantes. As principais foram a Companhia do Niassa e a Companhia de Moçambique.
Como Portugal tinha sido obrigado a ilegalizar o comércio de escravos em 1842, apesar de fechar os olhos ao comércio clandestino, e não tinha condições para administrar todo o território, deu a estas companhias poderes para instituir e cobrar impostos. Foi nessa altura que foi introduzido o "imposto de palhota", ou seja, a obrigatoriedade de cada família pagar um imposto em dinheiro; como a população nativa não estava habituada às trocas por dinheiro (para além de produzir para a própria sobrevivência), eram obrigados a trabalhar sob prisão - o trabalho forçado, chamado em Moçambique "chibalo"; mais tarde, as famílias nativas foram obrigadas a cultivar produtos de rendimento, como algodão ou tabaco, que eram comercializados por aquelas companhias.

### A Administração Colonial Portuguesa

Brasão da anterior província ultramarina de Moçambique

Até finais do século XIX, a presença oficial portuguesa em Moçambique limitava-se a umas poucas capitanias ao longo da costa. Portugal, bem estabelecido em Goa, de onde vinham directamente as ordens relativas a Moçambique, contava que os comerciantes que se iam estabelecendo no interior do território formassem o substrato para uma administração efectiva. Naquela época, o fundamental era o controlo do comércio, primeiro do ouro, nos séculos XVI e XVII, depois do marfim e dos escravos. No entanto, a administração colonial náo conseguia sequer cobrar os impostos relativos a esse comércio.
Entretanto, em 1686, o Vice-Rei português baptizava, em Diu, a "Companhia dos Mazanes", formada por ricos comerciantes indianos, à qual eram dados privilégios no comércio entre aquele território e Moçambique. Ao abrigo desta companhia, começaram a fixar-se em Moçambique dezenas de comerciantes indianos, suas famílias e empregados. Apesar das boas relações entre os indianos e os governantes coloniais, a situação financeira da colónia não melhorou.
Em 1752, em face da decadência da Ilha de Moçambique, o governo do Marquês de Pombal decidiu retirar a colónia africana da dependência do Vice-Rei do Estado da Índia e nomear um governador-geral, que passou a habitar o Palácio dos Capitães-Generais, confiscado aos jesuítas.
Só depois da visita do "Emissário Régio", António Enes, em 1895 e dos acordos com o Transvaal para a edificação da linha férrea, decidiu o governo colonial mudar a capital da "província" para Lourenço Marques e, com a debandada das companhias majestáticas, organizar uma administração efectiva de Moçambique. Essa administração, que foi encetada no então distrito de Lourenço Marques (que incluía as actuais províncias de Maputo e Gaza), tinha a forma de "circunscrições indígenas", cujos administradores tinham igualmente as funções de juízes. Eram coadjuvados pelos régulos, nas "regedorias" em que as circunscrições se dividiam, que eram membros da aristocracia africana (portanto, aceites pelas populações) que aceitavam colaborar com o governo colonial; as suas principais funções eram cobrar o "imposto de palhota" e organizar a mão-de-obra para as minas do Rand e para as necessidades da administração.
Com a abolição da escravatura por decreto régio, em 1875, e o seu declínio real, uns dez anos depois, o governo colonial viu-se obrigado a transformar Moçambique de uma colónia para extracção de recursos naturais, num território que devia produzir bens para seu consumo e para exportação para a "metrópole". Essa foi a motivação principal para o estabelecimento duma administração efectiva, embora também pesassem as pressões internacionais decorrentes da Conferência de Berlim e das pretensões territoriais dos britânicos e holandeses.

### A Ocupação Militar de Nampula
Os estados islâmicos da costa (Xeicado de Quitangonha, Reino de Sancul, Xeicado de Sangage e Sultanato de Angoche), em aliança com os pequenos reinos macuas do interior conseguiram, até ao fim do século XIX, resistir à dominação portuguesa. Com uma técnica que, já naquela época, era considerada de guerrilha (Teixeira Botelho. 1936. História Militar e Política dos Portugueses em Moçambique. 1º vol. Centro Tipográfico Colonial, Lisboa, citado em UEM, 1982).
Depois de muitas tentativas, em 1905, os portugueses encetaram uma nova tática, enviando grandes colunas militares a partir da Ilha de Moçambique e Mossuril, que avançavam ao longo dos rios, submetendo os chefes macuas. Nos locais onde conseguiam a colaboração destes, organizaram "Circunscrições" com uma administração incipiente, mas efectiva; onde não o conseguissem, instalavam "Capitanias-Mores" de base militar. Dessa forma, conseguiram dividir o território e as suas populações, incentivando as rivalidades entre si e com os estados islâmicos, que acabaram por entrar em declínio e foram finalmente subjugados à administração colonial.

### A resistência à ocupação colonial no sul de Moçambique
Em 1885 (ano da Conferência de Berlim - da partilha de África), a autoridade colonial portuguesa no sul de Moçambique confinava-se a Lourenço Marques mas, com o início da exploração das minas de ouro do Transvaal, no ano seguinte, e o consequente aumento do tráfego naquele porto, os portugueses decidiram finalmente organizar o controlo das populações desta região. Estas constituíam um mercado, não só para os produtos exportados de Portugal (em particular as bebidas alcoólicas), mas também de mão-de-obra para as minas sul-africanas, dificultando a sua mobilização para a construção do caminho-de-ferro que ligaria o Transvaal ao porto de Lourenço Marques.
No ano seguinte, foi nomeado um Comissário-Residente para Gaza, que foi "promovido" a Intendente Geral em 1889, com a transferência de Gungunhana de Mossurize para Manjacaze; em 1888, foi estabelecido um posto militar perto de Marracuene e, em 1890, foi nomeado um Comissário-Residente para Lourenço Marques. Entretanto, em 1888, as autoridades coloniais reavivaram os "Termos de Vassalagem" com os reinos da região.
Mas estas medidas não foram suficientes, nem para cobrar o "imposto de palhota" (contribuição por família, expresso nos "Termos de Vassalagem", fixado naquela altura em 340 réis), nem para assegurar o recrutamento de mão-de-obra, uma vez que o trabalho nas minas sul-africanas rendia seis vezes mais do que os concessionários do caminho-de-ferro pagavam. Em 1892, o governo de Lisboa enviou a Moçambique António Enes como Comissário Régio, para avaliar as condições económicas da Província e, no mesmo ano, os portugueses conseguiram realizar uma cobrança maciça do imposto, ameaçando os indígenas de verem as suas palhotas queimadas, se não pagassem.
Em 1891, Gungunhana assinou com Cecil Rhodes um acordo relativo a direitos sobre a exploração de minério nas suas terras, a favor da Companhia Britânica Sul-Africana, a troco dum pagamento anual de cerca de 500 libras. Tornava-se claro para os portugueses que só uma acção militar poderia forçar o estabelecimento da autoridade colonial na região. Esta acção, conhecida na altura como "Campanha de Pacificação", foi despoletada pela recusa de Mahazula Magaia, um chefe tradicional da região de Marracuene, em aceitar a decisão do Comissário Residente sobre uma disputa de terras. A questão chegou a vias de facto, quando a guarnição militar portuguesa foi forçada a fugir para Lourenço Marques, perseguida pelos exércitos de Magaia, Zihlahla e Moamba, que cercaram a cidade entre Outubro e Novembro de 1894.
António Enes organizou as suas tropas e, no dia 2 de Fevereiro de 1895, perseguiu e derrotou (embora com dificuldade e pesadas baixas) os atacantes em Marracuene. Este dia continua a ser celebrado naquela vila com uma cerimónia chamada "Gwaza Muthine". Os chefes rebeldes refugiaram-se em Gaza, sob a protecção de Gungunhana. Depois de várias tentativas de negociações com o rei de Gaza, pedindo a extradição daqueles chefes, os portugueses resolveram atacar de novo. A 8 de Setembro, travou-se a batalha de Magul, onde se encontrava Zihlahla e, a 7 de Novembro, uma outra coluna proveniente de Inhambane defrontou-se com o exército de Gungunhana em Coolela, perto da sua capital. Em Dezembro, Mouzinho de Albuquerque cercou Chaimite e prendeu o imperador, que ali se tinha refugiado, mandando-o depois para os Açores, onde veio a morrer.
O exército de Gungunhana continuou a resistir à autoridade colonial, sob a liderança de Maguiguane Cossa, que só foi derrotado a 21 de Julho de 1897, em Macontene (a 10 km do Chibuto). Com esta vitória, a autoridade colonial foi finalmente estabelecida no sul de Moçambique.

### Companhia do Niassa e a ocupação de Cabo Delgado e Niassa
A Companhia do Niassa foi formada por alvará régio de 1890, com poderes para administrar as actuais províncias de Cabo Delgado e Niassa, desde o rio Rovuma ao rio Lúrio e do Oceano Índico ao Lago Niassa, numa extensão de mais de 160 mil km². Com o apoio dum pequeno exército fornecido pela administração colonial, formado por 300 "soldados regulares" (leia-se portugueses) e 2800 "sipaios" (indígenas recrutados noutras regiões de Moçambique), a Companhia tentou ocupar militarmente o território a partir de 1899. Teve imediato êxito na conquista das terras do Chefe Mataca (ver Os Estados Ajaua, acima), que tinha abandonado a sua sede, e assegurar uma posição militar em Metarica, no Niassa. Em 1900 e 1902, tomou Messumba e Metangula, nas margens do Lago Niassa.
Durante a Primeira Guerra Mundial, o território da Companhia foi palco de várias operações de resistência por parte dos chefes locais e invadido pelos alemães (ver Triângulo de Quionga). Para resistir a essa invasão, foi aberta uma estrada de mais de 300 km, entre Mocímboa do Rovuma e Porto Amélia (actual Pemba), o que significou a ocupação efectiva do planalto de Mueda; no entanto, só em 1920 a Companhia conseguiu assegurar essa ocupação, depois de várias operações militares contra os macondes, fortemente armados. Como se verá mais tarde, esta tribo foi um dos primeiros e principais suportes da Luta Armada de Libertação Nacional.
Em 1929 extingue-se a Companhia do Niassa, passando o território para a administração directa do governo colonial. No entanto, as estruturas administrativas, na forma de circunscrições e regulados, asseguradas por agentes do Estado, já tinham sido implantadas em grande parte do território.

### Política colonial entre 1900 e 1930
Com a derrota militar dos chefes locais, o governo da Província pode finalmente organizar a administração do território, com a instituição do Regulado. O governo recrutava membros da aristocracia indígena como Régulos, encarregados da colecta do imposto-de-palhota, do recrutamento de trabalhadores para a administração e da proibição da venda de quaisquer bebidas alcoólicas que não fossem provenientes da Metrópole.
Para além disso e, na impossibilidade de impedir a migração de trabalhadores para as minas sul-africanas, firmou um acordo, primeiro com a República Sul-Africana e, quando esta foi submetida pelos britânicos, com a respectiva autoridade, regulamentando o trabalho migratório e assegurando o tráfico através do porto de Lourenço Marques. No primeiro acordo, o governo da Província recebia uma taxa por cada trabalhador recrutado; mais tarde, o acordo incluía a retenção de metade do salário dos mineiros, que era pago à colónia em ouro, sendo o montante respectivo entregue aos mineiros no seu regresso, em moeda local.

### O Estado Novo

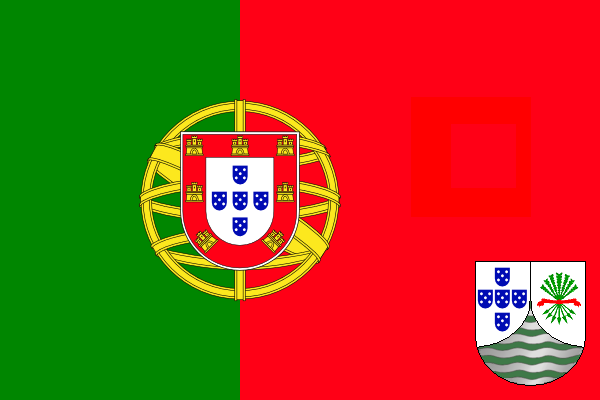
Proposta (não oficial) de bandeira para Moçambique enquanto colónia

Com a "eleição" de Óscar Carmona, em 1928, que chamou Salazar para seu ministro das finanças, a administração das colónias como fonte de matérias primas para a indústria da "metrópole" tornou-se mais eficiente. Em 1930 foi publicado o Acto Colonial, legislação que organizava o papel do Estado nas colónias portuguesas:
- a nomeação de administradores para as circunscrições "indígenas", que passaram a organizar os seus pequenos exércitos de sipaios;
- os recenseamentos que determinavam a cobrança de impostos e a "venda" de mão-de-obra para as minas sul-africanas;
- a criação de "Tribunais Privativos dos Indígenas";
- a definição da Igreja Católica como principal força "civilizadora" dos indígenas, passando a ser a principal forma de educação.

Depois, com a nova constituição portuguesa em 1933, Salazar e os seus braços nas colónias transportaram para África (e Índia) a repressão mais brutal sobre os indígenas, ao mesmo tempo em que incentivavam os seus cidadãos mais pobres a emigrarem para essas terras.
Na década de 1950, o governo colonial lançou os Planos de Fomento para as colónias, incluindo o financiamento à construção de infraestruturas (principalmente as que estavam relacionadas com o comércio regional, como os portos e caminhos de ferro) e à fixação de colonos. O I Plano de Fomento, relativo aos anos 1953-1958, previa um investimento em Moçambique de 1.848.500 contos, com 63% destinados às infraestrutura e 34% ao "aproveitamento de recursos e povoamento". Ao abrigo deste investimento, em 1960 já tinham sido instaladas no colonato do Limpopo 1400 famílias.
Apenas na década de 1960 se deu início a alguma industrialização.

### A Guerra de Libertação
Para além das várias acções de resistência ao domínio colonial, a última das quais culminou com a prisão e deportação do imperador Gungunhana, a fase final da luta de libertação de Moçambique começou com a independência das colónias francesas e inglesas de África. Em 1959-1960, formaram-se três movimentos formais de resistência à dominação portuguesa de Moçambique:
- UDENAMO - União Democrática Nacional de Moçambique;
- MANU - Mozambique African National Union (à maneira da KANU do Quénia); e
- UNAMI - União Nacional Africana para Moçambique Independente.

Estes três movimentos tinham sede em países diferentes e uma base social e étnica também diferentes mas, em 1962, sob os auspícios de Julius Nyerere, primeiro presidente da Tanzânia, estes movimentos uniram-se para darem origem à FRELIMO - Frente de Libertação de Moçambique - oficialmente fundada em 25 de Junho de 1962.
O primeiro presidente da FRELIMO foi o Dr. Eduardo Chivambo Mondlane, um antropólogo que trabalhava na ONU e que já tinha tido contactos com um governante português, Adriano Moreira. Nesta altura, ainda se pensava que seria possível conseguir a independência das colónias portuguesas sem recorrer à luta armada.
No entanto, os contactos diplomáticos estabelecidos não resultaram e a FRELIMO decidiu entrar pela via da guerra de guerrilha para tentar forçar o governo português a aceitar a independência das suas colónias. A Luta Armada de Libertação Nacional foi lançada oficialmente em 25 de Setembro de 1964, com um ataque ao posto administrativo de Chai no atual distrito de Macomia, província de Cabo Delgado.
A guerra de libertação, uma luta de guerrilha, expandiu-se para as províncias de Niassa e Tete e durou cerca de 10 anos. Durante esse período, foram organizadas várias áreas onde a administração colonial já não tinha controlo - as Zonas Libertadas - e onde a FRELIMO instituiu um sistema de governo baseado na sua necessidade em ter bases seguras, abastecimento em víveres e vias de comunicação com as suas bases recuadas na Tanzânia e com as frentes de combate.
Finalmente, a guerra terminou com os Acordos de Lusaka, assinados a 7 de Setembro de 1974 entre o governo português e a FRELIMO, na sequência da Revolução dos Cravos. Ao abrigo desse acordo, foi formado um Governo de Transição, chefiado por Joaquim Chissano, que incluía ministros nomeados pelo governo português e outros nomeados pela FRELIMO. A soberania portuguesa era representada por um Alto Comissário, Vítor Crespo.

## História Pós-Independência
Moçambique tornou-se independente de Portugal em 25 de Junho de 1975. O primeiro governo, dirigido por Samora Machel, foi formado pela FRELIMO, a organização política que tinha negociado a independência com Portugal.

### As nacionalizações
O mandato deste primeiro governo de Moçambique independente era o de restituir ao povo moçambicano os direitos que lhe tinham sido negados pelas autoridades coloniais.
Com esse fim, em 24 de Julho de 1975, o governo declarou a nacionalização da Saúde, da Educação e da Justiça e, em 1976, das casas de rendimento, ou seja, qualquer moçambicano ou estrangeiro residente passou a ter direito a ser proprietário duma casa para habitação permanente e de uma de férias, mas perdeu o direito a arrendar casas de habitação a outrem. O governo assumiu a gestão das casas que estavam arrendadas nessa altura, formando para isso uma empresa denominada Administração do Parque Imobiliário do Estado ou APIE.
Em relação à Saúde, o governo transferiu para as unidades estatais (Ministério e hospitais), o equipamento e pessoal dos consultórios e clínicas privadas e das empresas de funerais. Na Educação, o estado nomeou administradores para as escolas privadas, cujo pessoal passava à responsabilidade do Estado. Muitas das unidades privadas de saúde e educação pertenciam a igrejas cristãs, principalmente à Igreja Católica, e estas nacionalizações, associadas à propaganda oficial socialista e fortemente laica, também considerada como "anti-religiosa", criaram um clima de animosidade entre algumas destas igrejas e seus crentes e o estado (ou a FRELIMO, que era de facto a força política que comandava o estado).
Estas nacionalizações foram a causa próxima para uma vaga de abandono do país de muitos indivíduos que eram proprietários daqueles serviços sociais ou simplesmente se encontravam habituados aos serviços de determinados especialistas ou ao atendimento exclusivo; como esses indivíduos, na maioria portugueses, eram muitas vezes igualmente proprietários de fábricas, barcos de pesca ou outros meios de produção, o governo viu-se obrigado a assumir a gestão dessas unidades de produção. Numa primeira fase, organizou-se, para as unidades mais pequenas, um sistema de autogestão em que comités de trabalhadores, normalmente organizados pelas células da FRELIMO, também chamadas Grupos Dinamizadores, assumiam a gestão de facto.
Mais tarde, em face da falta de capacidade de gestão e das dificuldades económicas prevalecentes, o governo começou a aglutinar pequenas empresas do mesmo ramo, primeiro em Unidades de Direcção e depois em Empresas Estatais.

### As Empresas Estatais
As primeiras Empresas Estatais (EE) foram formadas ainda dentro do mesmo espírito de que o Estado deveria assegurar ao Povo os bens de primeira necessidade "livres" da exploração mercantilista. Uma destas empresas foi uma "importação" das zonas libertadas: a EE das Lojas do Povo, uma empresa de grandes supermercados de comércio geral.
Outras EE do ramo comercial foram a PESCOM, que assegurava a importação e distribuição de carapau, que era a base proteica mais facilmente disponível e, mais tarde, da exportação do camarão e outros mariscos das EE de pesca; a ENACOMO que era uma importadora e exportadora de produtos principalmente agrícolas; a MEDIMOC, ainda hoje existente, que assegurava a importação de medicamentos e material hospitalar.

### A socialização do campo
Um dos pilares da estratégia de desenvolvimento desenhada pela FRELIMO nos primeiros anos a seguir à Independência foi a socialização do campo. Com esta política, o governo pretendia promover o aumento da produção agrícola, uma vez que mais de 80% da população vivia nas zonas rurais, ao mesmo tempo que melhorava as suas condições de vida.
O governo colonial tinha aproveitado as excelentes condições naturais de Moçambique, em termos de clima, solos e água, para fomentar culturas de rendimento, como o algodão, o caju, o chá e outras baseando-se, quer em companhias privadas que detinham a concessão de vastas áreas onde exerciam o monopólio da venda de insumos e da compra dos produtos, quer de instituições estatais (como, por exemplo, o Instituto do Algodão) que apoiavam os agricultores nesses serviços, mas dando prioridade aos colonos portugueses agregados nos colonatos.
O novo governo de Moçambique decidiu que o desenvolvimento agrícola deveria ter como base as cooperativas agrícolas - às quais o governo deveria assegurar o aprovisionamento em sementes e outros insumos e, ao mesmo tempo, a compra da produção de rendimento - com os camponeses organizados em aldeias comunais, que eram agregados populacionais, onde o governo iria apoiar na construção de infraestruturas sociais, como escolas, centros de saúde e rede viária, mas tendo como base o poder económico das cooperativas e a mão de obra rural.
A organização das cooperativas e mesmo das aldeias comunais não foi difícil, dado o clima de euforia e de organização que se vivia naqueles primeiros anos da independência, mas a acção do estado em termos de aprovisionamento e de compra da produção, e mesmo da organização das infraestruturas sociais, não conseguiu acompanhar o esforço dos camponeses.
Então, no início dos anos 1980 - quando o Presidente Samora "decretou" a década de 1981-1990 como a "década da vitória sobre o subdesenvolvimento" - o estado mudou a sua estratégia para a organização de grandes empresas estatais no campo, essa organização tomava a forma de machambas estatais. Pretendia-se com essa estratégia que os camponeses continuassem a produzir a sua base alimentar (dentro da forma de organização dos bantos é a Mulher que assegura a alimentação da família), enquanto as terras dos antigos colonatos passavam a ser geridas centralmente e a sua produção assegurada com base na mão-de-obra local.

### A Guerra Civil
Apesar da transição para a independência ter sido pacífica, Moçambique não conheceu a Paz durante muitos anos. Imediatamente a seguir à independência, alguns militares (ou ex-militares) portugueses e dissidentes da FRELIMO instalaram-se na Rodésia, que vivia uma situação de "independência unilateral" não reconhecida pela maior parte dos países do mundo. O regime de Ian Smith, já a braços com um movimento interno de resistência que aparentemente tinha algumas bases em Moçambique, aproveitou esses dissidentes para atacar essas bases.
De facto, a FRELIMO apoiava esses rebeldes rodesianos e, em 1976, o governo de Moçambique declarou oficialmente aplicar as sanções estabelecidas pela ONU contra o governo ilegal de Salisbúria e fechou as fronteiras com aquele país. A Rodésia dependia em grande parte do corredor da Beira, incluindo a linha de caminhos de ferro, a estrada e o oleoduto que ligavam o porto da Beira àquele país encravado. Embora, a Rodésia tivesse boas relações com o regime sul-africano do apartheid, este fecho das suas fontes de abastecimento foi um duro golpe para o regime rodesiano.
Pouco tempo depois, para além de intensificarem os ataques contra estradas, pontes e colunas de abastecimento dentro de Moçambique, os rodesianos ofereceram aos dissidentes moçambicanos espaço para formarem um movimento de resistência - a "REsistência NAcional MOçambicana" ou RENAMO - e criarem uma estação de rádio usada para propaganda antigovernamental.
Até 1980, data da independência do Zimbabwe, a RENAMO continuou os seus ataques a aldeias e infraestruturas sociais em Moçambique, semeando minas terrestres em várias estradas, principalmente nas regiões mais próximas das fronteiras com a Rodésia. Estas acções tiveram um enorme papel desestabilizador da economia, uma vez que não só obrigaram o governo a concentrar importantes recursos numa máquina de guerra, mas principalmente porque levaram ao êxodo de muitos milhares de pessoas do campo para as cidades e para os países vizinhos, diminuindo assim a produção agrícola.
Com a independência do Zimbabwe, a RENAMO foi obrigada a mudar a sua base de apoio para a África do Sul, o que conseguiu com muito sucesso, tendo tido amplo apoio das forças armadas sul-africanas. Para além disso, estas forças realizaram vários "raids" terrestres e aéreos contra Maputo, alegadamente para destruírem "bases" do ANC. No entanto, o governo de Moçambique, que já tinha secretamente encetado negociações com o governo sul-africano e com a própria RENAMO, assinou em 1983 um acordo de "boa vizinhança" com aquele governo, que ficou conhecido como o Acordo de Nkomati, segundo o qual o governo sul-africano se comprometia a abandonar o apoio militar à RENAMO, enquanto que o governo moçambicano se comprometia a deixar de apoiar os militantes do ANC que se encontravam em Moçambique.
Em 1986, a RENAMO tinha já estabelecido uma base central na Gorongosa e expandido as acções militares para todas as províncias de Moçambique, contando ainda com o apoio do Malawi, cujo governo tinha boas relações com o regime do apartheid. Nesta altura, a RENAMO tinha conseguido alcançar um dos seus objectivos estratégicos que consistiu em obrigar o governo a abandonar a sua política de "socialização do campo" através das aldeias comunais e machambas estatais.
Em vista dos problemas económicos que Moçambique atravessava, o governo assinou um acordo com o Banco Mundial e FMI em 1987, que o obrigaram a abandonar completamente a política "socialista". A guerra, porém, só terminou em 1992 com o Acordo Geral de Paz, assinado em Roma a 4 de Outubro, pelo Presidente da República, Joaquim Chissano e pelo presidente da RENAMO, Afonso Dhlakama, depois de cerca de dois anos de conversações mediadas pela Comunidade de Santo Egídio, uma organização da igreja católica, com apoio do governo italiano.
Nos termos do Acordo, o governo de Moçambique solicitou o apoio da ONU para o desarmamento das tropas beligerantes. A ONUMOZ foi a força internacional que apoiou neste trabalho, que durou cerca de dois anos e que culminou com a formação dum exército unificado e com a organização das primeiras eleições gerais multipartidárias, em 1994.

### O PRE ou início do neoliberalismo económico
Com o objectivo de proteger o poder de compra da maioria da população, o estado tinha fixado os preços dos produtos de primeira necessidade e as taxas de câmbio. Como os termos de troca se foram deteriorando e, entretanto, a guerra de desestabilização tinha já começado a fazer sentir os seus efeitos, o país viu-se sem divisas para importar os bens de consumo e as matérias primas necessárias para o funcionamento da economia. O mercado negro, tanto de bens de consumo, como de divisas, tinha tomado conta desta.
O governo de Moçambique viu-se então obrigado a assinar acordos com o Banco Mundial e FMI e lançar, em 1987, um "Programa de Reestruturação Económica", mais conhecido pela sigla PRE, que deveria modificar a política económica de Moçambique e relançar a economia. A primeira medida que o governo tomou foi a desvalorização do Metical que, em cerca de dois anos atingiu mais de 1000%. Ao mesmo tempo, desindexou os preços dos bens de consumo, com excepção dos combustíveis (continuam até hoje, 2007, a ser indexados pelo governo) e do pescado, considerados produtos estratégicos de consumo e exportação (o camarão).
Em breve se seguiu o programa de privatização das empresas estatais e intervencionadas. Uma das medidas tendentes a evitar o empobrecimento generalizado foi a transformação de algumas empresas estatais e bancos em sociedades anónimas, através da atribuição de quotas aos seus gestores, ou mesmo a números maiores de funcionários. No entanto, a maior parte das empresas foram privatizadas segundo as regras do Banco Mundial, que era a instituição mentora deste programa.

### O Multipartidarismo
A Constituição de 1990 introduziu no sistema político moçambicano a possibilidade da organização de partidos políticos que poderiam passar a participar na governação do País.
As primeiras eleições multipartidárias realizaram-se em 1994, com a participação de vários partidos. A Frelimo foi o partido mais votado, passando a ter maioria no parlamento e a constituir governo.